# Architecture de Détroit

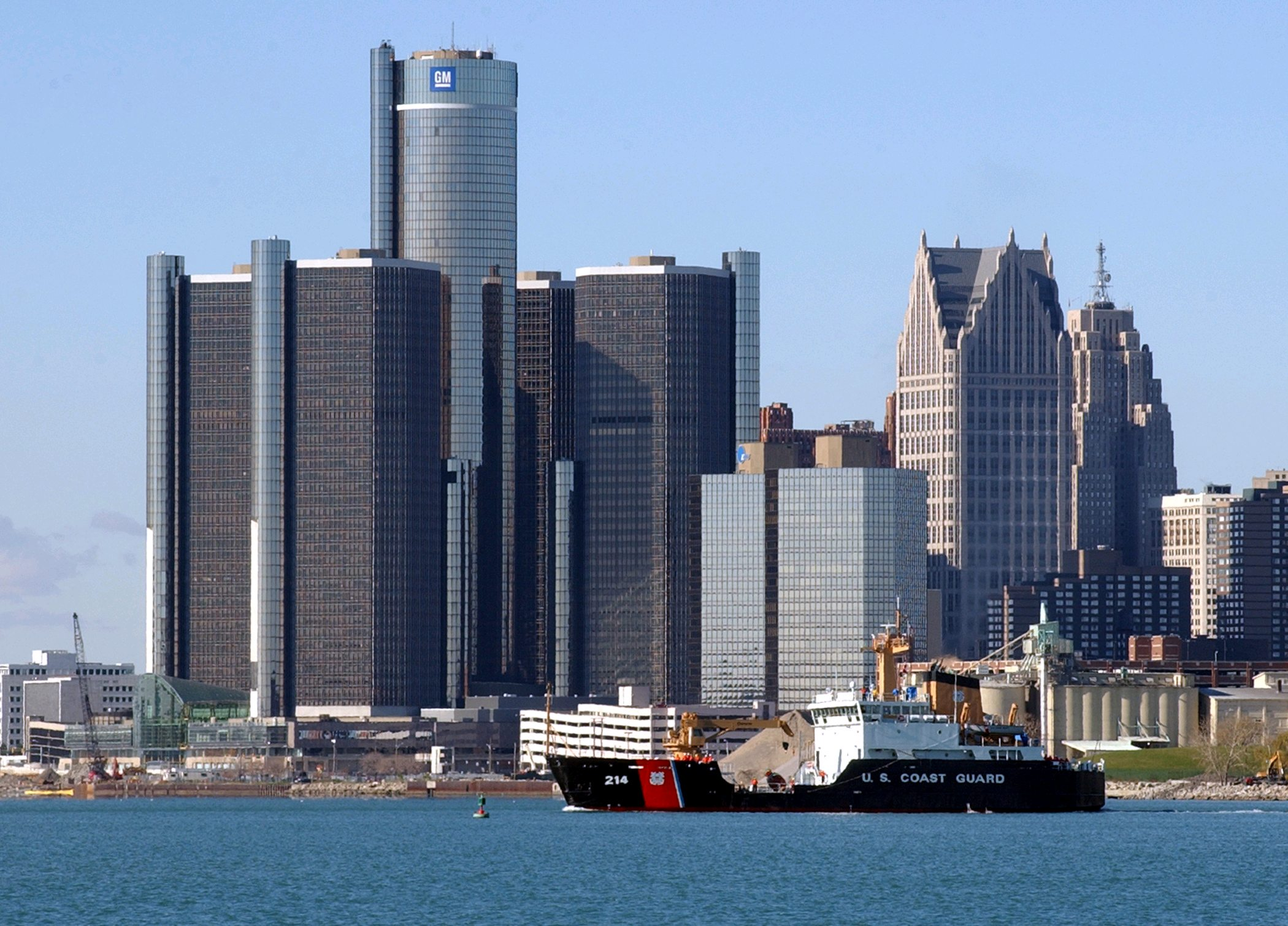
Le quartier des affaires de Detroit. De gauche à droite, le Renaissance Center, la Comerica Tower, et le Penobscot Building.

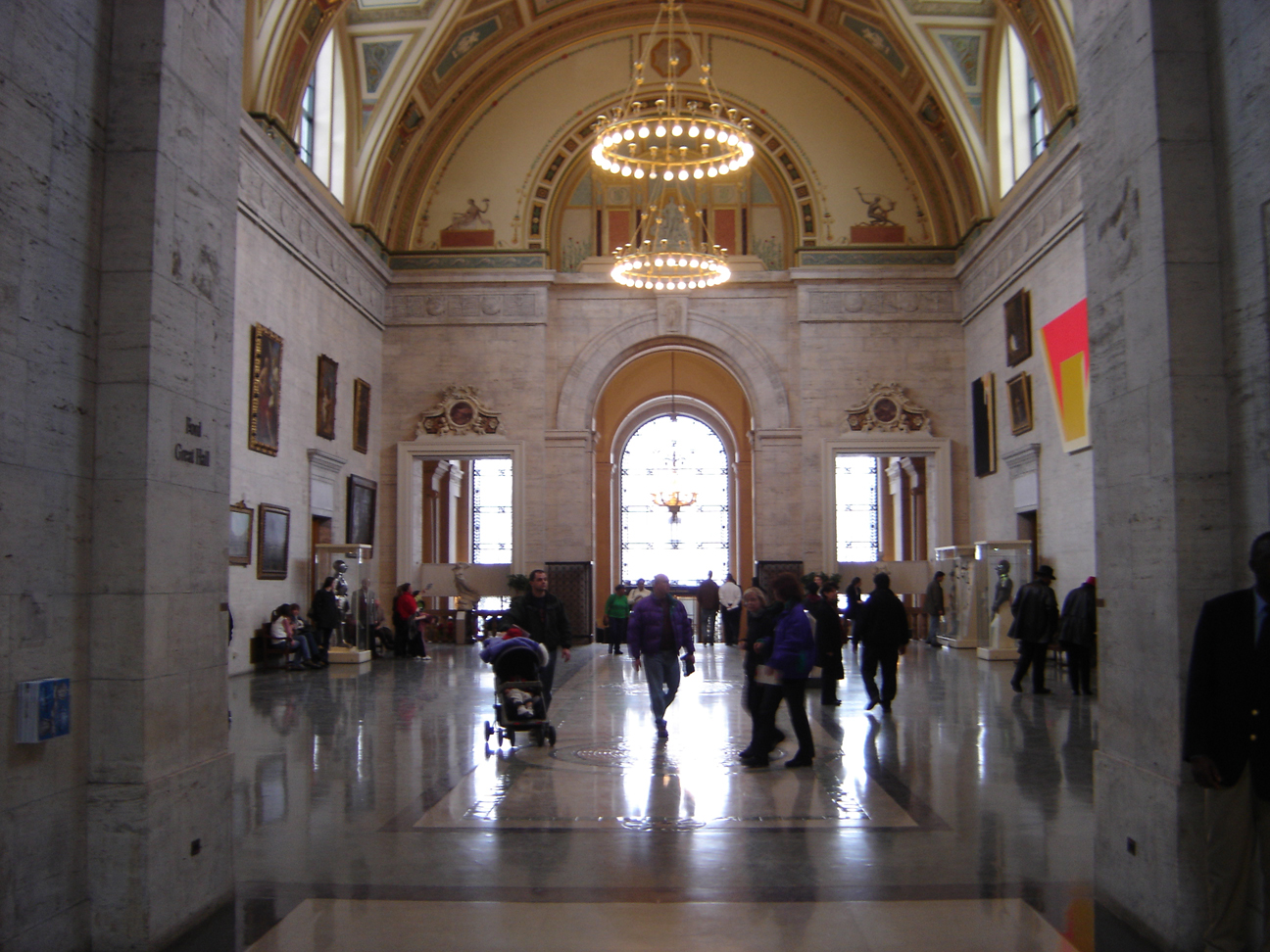
L'intérieur du Detroit Institute of Arts

L'architecture de Détroit continue d'attirer l'attention des architectes. Le panorama de Détroit inclus de bâtiments de plusieurs époques architecturales. 

## Histoire

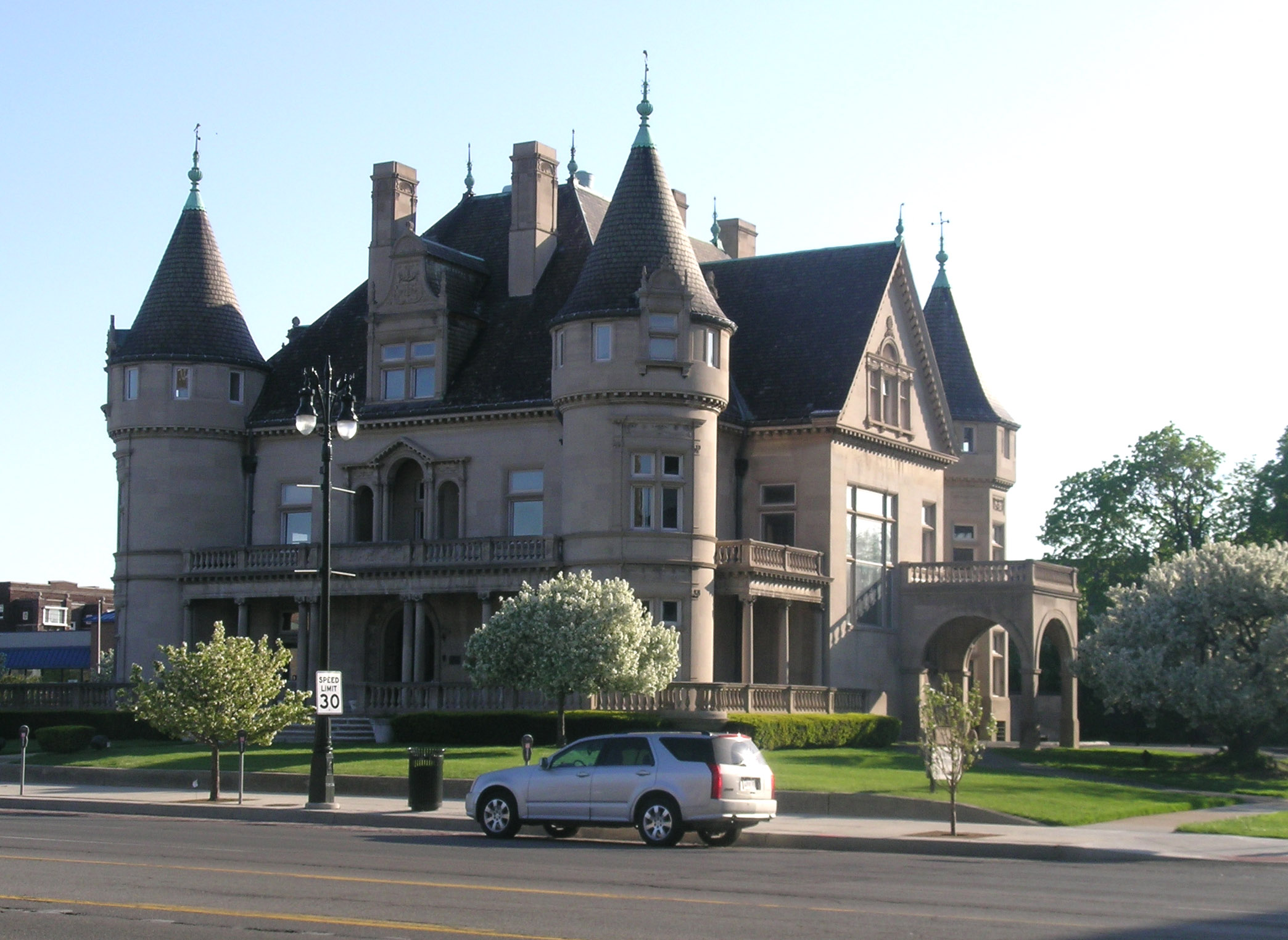
La maison Frank Hecker, conçue par Louis Kamper en s'inspirant du château de Chenonceau.

Fondé en 1701, Détroit contient la deuxième plus ancienne paroisse catholique aux États-Unis. Il y a beaucoup d'églises de Détroit parmi les bâtiments historiques, dont l'église Sainte-Anne de Détroit, construite en 1887 sur l'emplacement de l'église originale de la ville, est une des plus significatives.
En 1805, Détroit a subi un incendie dévastateur, qui a détruit la majeure partie de l'architecture coloniale française de la ville. Peu après, le père Gabriel Richard a dit meliora de Speramus ; cineribus de resurget (« Nous espérons des temps meilleurs, elle renaîtra de ses cendres ») qui est devenue la devise officielle de la ville. Le juge Augustus B. Woodward a conçu un plan semblable à la conception de Pierre Charles L'Enfant de la ville de Washington.
Pendant le XIXe siècle, les planificateurs de ville, suivant la philosophie de City Beautiful, ont construit un certain nombre de bâtiments des styles Beaux-Arts et baroque. Vers la fin du siècle, Détroit était alors surnommée le « Paris du Midwest » pour son architecture élégante et ses espaces publics ouverts.

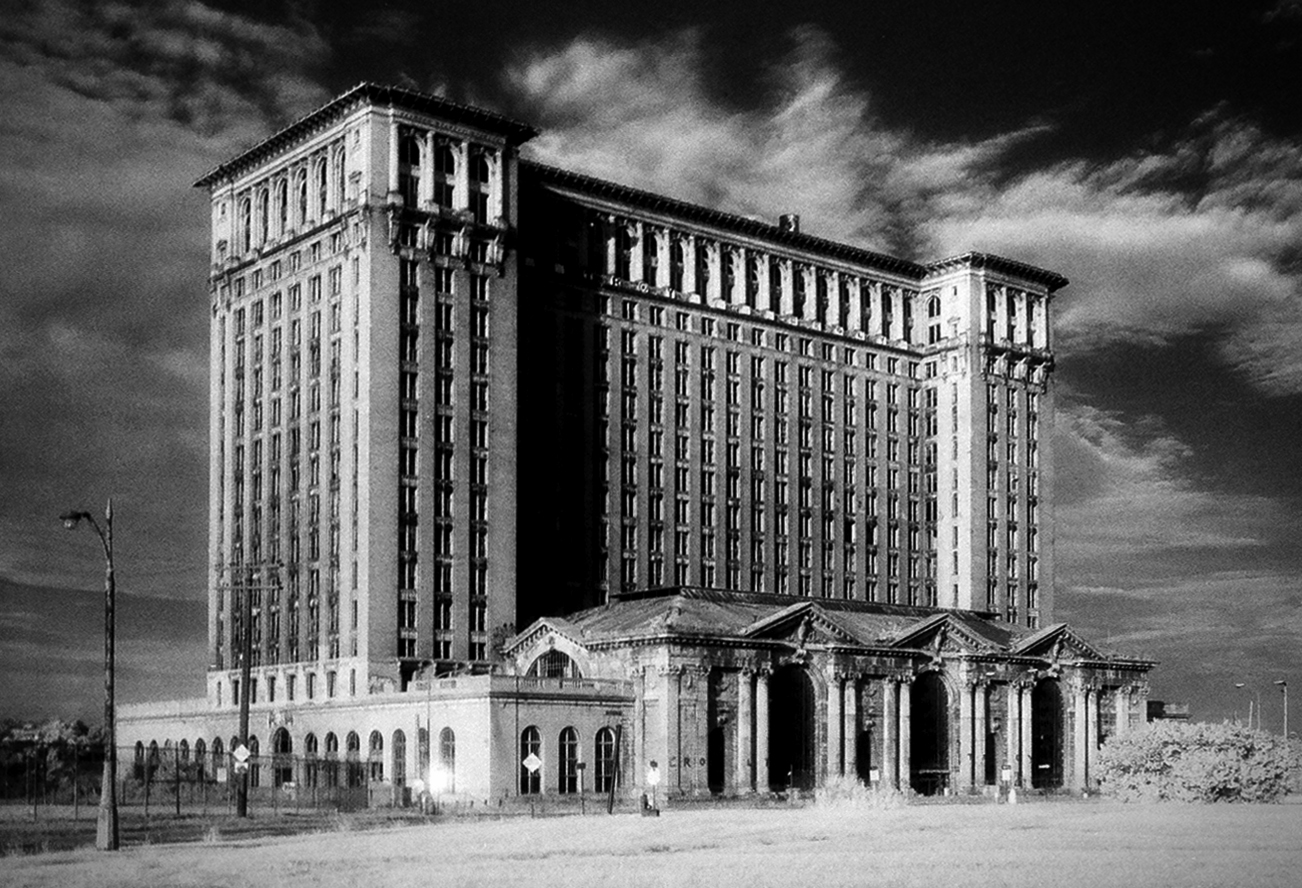
La gare Michigan Central Station, construite en 1913 et désaffectée depuis 1988

Entre 1900 et 1930, la ville s'est énormément développée, car sa population est passé de 265 000 à plus de 1,5 million d'habitants. Pendant ce temps, une partie de l'architecture classique du siècle précédent a été perdue, remplacée par des gratte-ciel énormes, notamment le Penobscot Building, le Guardian Building et le Fisher Building.
La Grande Dépression a arrêté la construction de nouveaux bâtiments principaux ; peu ont été construits pendant les trois décennies suivantes. Cependant, dès les années 1960, une nouvelle phase de développement a commencé, qui continue aujourd'hui dans la ville et ses banlieues.
Pendant que la ville entrait dans le déclin économique vers la fin du XXe siècle, plusieurs de ses bâtiments historiques ont été abandonnés (comme la gare Michigan Central Station). Récemment, il y a eu un mouvement de conservation et rénovation de ces bâtiments, dont plusieurs ont gagné des prix architecturaux.

## Les gratte-ciel

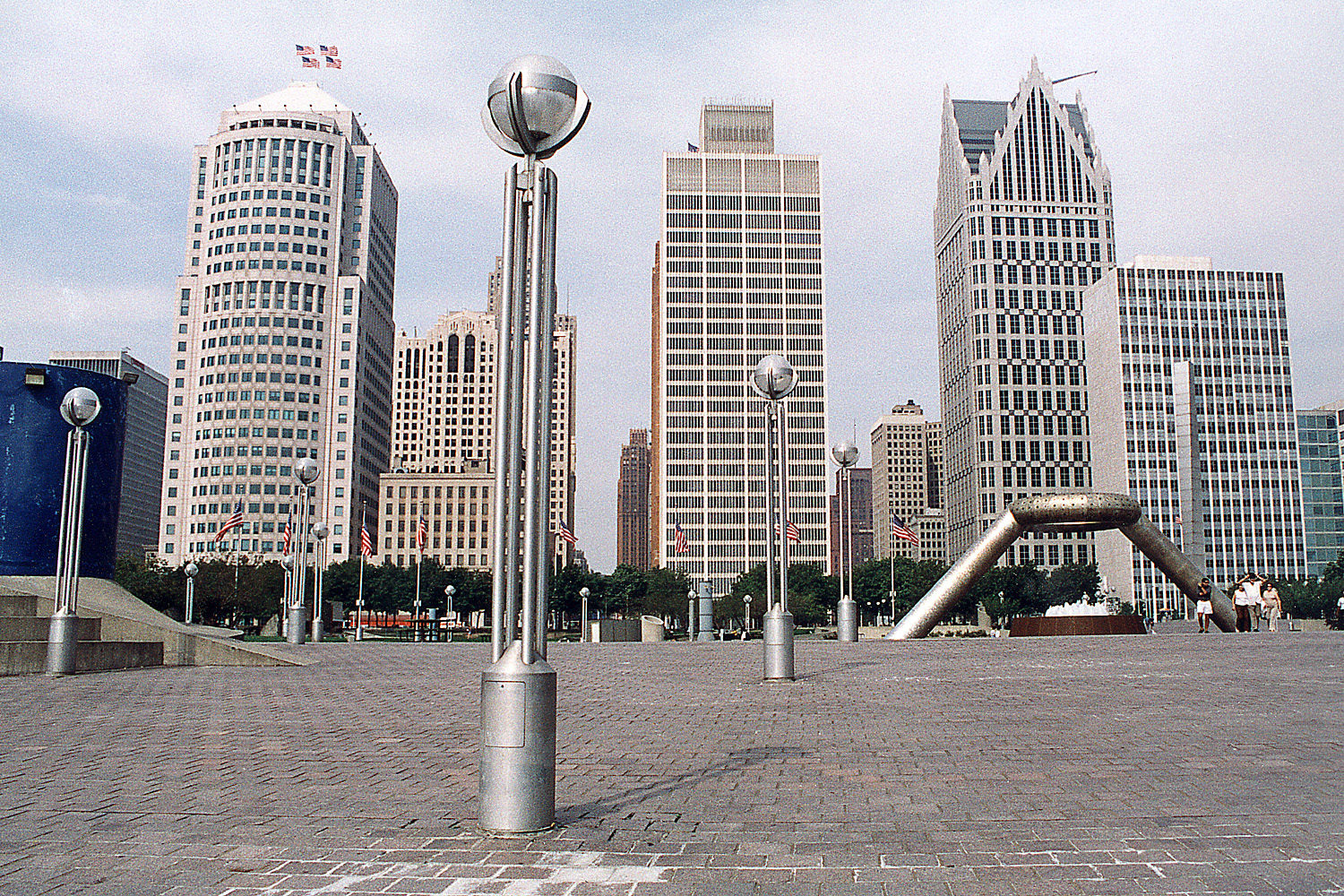
Vue du panorama urbain de Detroit d'Hart Plaza. De gauche à droite, les tours du 150 West Jefferson, le One Woodward Avenue, le Comerica Tower et la mairie de la ville.

Détroit est une ville qui compte de nombreux gratte-ciel :
- Le Renaissance Center - 221,5 m (tour centrale)
- La One Detroit Center - 189 m
- Le Penobscot Building - 172,3 m
- Le Renaissance Center - 159 m (tours secondaires)
- Le Guardian Building - 151 m
- La Book Tower - 145 m
- Le 150 West Jefferson - 139 m
- La Cadillac Tower - 133,4 m
- Le David Stott Building - 133,1 m
- Le One Woodward Avenue Building - 131 m
- Le Fisher Building - 130,5 m
- Le McNamara Federal Building - 119,8 m
- Le DTE Energy Plaza - 114 m
- La David Broderick Tower - 112,6 m
- Le Buhl Building - 112 m
- Le 211 West Fort St. - 112,1 m
- L' Hôtel Westin Book-Cadillac - 106,4 m
- Le First National Building - 104 m
- Le 1001 Woodward Building - 103 m
- Le Millender Center - 101 m

Dans la banlieue:
- Le 3000 Town Center - 122,4 m (Southfield)
- Le 1000 Town Center - 120,4 m (Southfield)
- Le 2000 Town Center - 112,9 m (Southfield)
- Le Top of Troy - 106 m (Troy)
- L' American Center - 100,9 m (Southfield)

## Une ville à l'intérieur de la ville

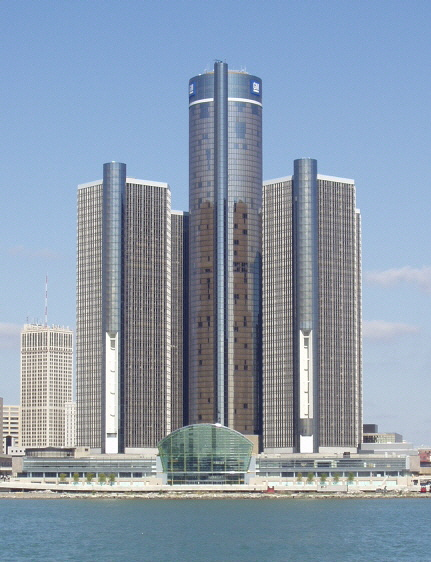
Le Renaissance Center, quartier général de General Motors à Détroit

Aujourd'hui le symbole le plus connu de Détroit est le Renaissance Center, un vaste complexe de sept gratte-ciel érigés par étapes entre 1977 et 1981. Sa tour centrale, qui contient 73 étages avec une hauteur de 221,5 mètres, est un hôtel de Marriott International ; c'était l'hôtel le plus grand au monde quand il s'est ouvert, et il reste le plus grand dans l'hémisphère occidental. Les six autres tours contiennent des bureaux. Elles ont été les sièges sociaux mondiaux de General Motors.
Le Renaissance Center a été conçu pour revitaliser le centre-ville de la ville. Cependant, il n'a pas renforcé les abords. Avec de grandes bermes, muré au loin du trafic le long de Jefferson Avenue, il a été décrit par ses critiques comme une "forteresse" isolée, ou une ville à l'intérieur de la ville.
General Motors, qui a acheté le complexe entier en 1996 à un coût de 500 millions de dollars USD, a mis en gage pour le faire davantage "s'ouvrir" à la ville environnante. Pendant la décennie suivante, les bermes ont été détruites, de nouvelles boutiques et une nouvelle entrée de verre ont été ouvertes au niveau de la rue, et un nouveau "Wintergarden" a été construit devant la rivière Detroit.

## Équipement sportif

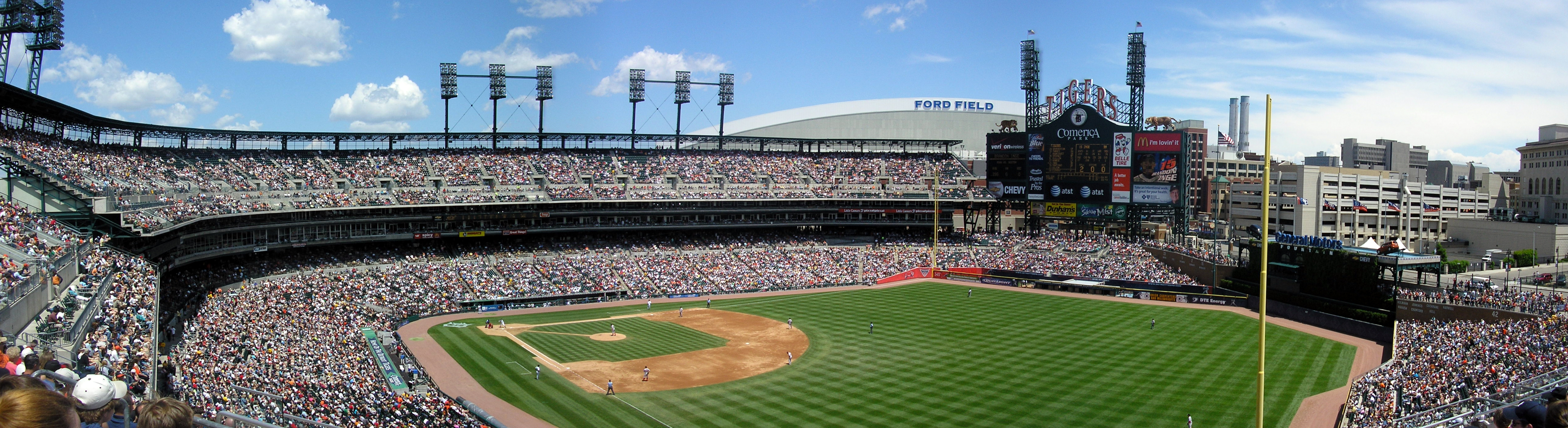
Le Comerica Park.

L'aire métropolitaine de Détroit est présente dans les sports majeurs d'Amérique du Nord avec quatre équipes, dont trois dans la ville de Détroit. Cela a amené  la ville à développer des équipements sportifs qui peuvent également être utilisés pour d'autres événements comme des concerts. Ces équipements sont : le Comerica Park, domicile des Tigers, de 41 070 places ; le Ford Field, domicile des Lions, de 65 000 places (normalement ; il peut y avoir au moins 80 000 places assises si nécessaire); et le Joe Louis Arena, domicile des Red Wings, de 19 983 places pour le hockey (20 153 pour le basket-ball). Les Pistons jouent dans la banlieue d'Auburn Hills, au Palace of Auburn Hills, une salle omnisports de 22 076 places.

## Projets futurs
Dans le centre-ville de Détroit, il y a pour 1,3 milliard de dollars de projets de nouvelles constructions
Les développements les plus populaires comptent un nouveau quartier général pour Quicken Loans. Il y a actuellement de la planification pour un développement résidentiel et au détail important à côté du Renaissance Centre. Beaucoup de lofts résidentiels sont en construction dans la région de Metro Detroit. Il y a aussi des projets de restauration des bâtiments historiques à Détroit, y compris des logements dans le quarter de Midtown, l'hôtel Fort-Shelby, et l'hôtel Westing Book-Cadillac. Actuellement, le Southeast Michigan Coucil of Governments (SEMCOG) étudie la praticabilité d'un passage métro (léger ou autrement) d'Ann Arbor à Détroit.